# Euphrasia parviflora
Euphrasia parviflora là loài thực vật có hoa thuộc họ Cỏ chổi. Loài này được Schag. mô tả khoa học đầu tiên.